# Jöns Bengtsson
Jöns Bengtsson (1417-Borgholm, Öland, 15 de diciembre de 1467). Regente de Suecia en dos ocasiones (1447 y 1465-1466). Arzobispo católico de Upsala y primado de Suecia (Sveciae primas). Era hijo del regente Bengt Jönsson y pertenecía a la familia aristocrática de los Oxenstierna.
Destacó por su amplia cultura y preparación académica, pero sobre todo por su participación política a favor de la Unión de Kalmar y como uno de los líderes eclesiásticos que conspiraron en contra del Rey Carlos VIII de Suecia. Ocupó el gobierno de Suecia en dos ocasiones, durante la primera declinó a favor de Cristián I y en la segunda fue destituido.

## Biografía
Ingresó a la Universidad de Leipzig en 1434 y en 1437 recibió el grado de licenciado, después de lo cual regresó a Suecia y en 1441 fue nombrado deán de la Catedral de Upsala. A partir de 1445 residió de nuevo en Leipzig, donde ocuparía el cargo de rector de la universidad. A comienzos de 1448 fue elegido para ser el sucesor de Nils Ragvaldsson en el arzobispado de Upsala y el verano del mismo año comenzó a ejercer sus funciones.
Siendo obispo, se enemistó continuamente con el Rey Carlos VIII. Jöns era partidario de la Unión de Kalmar, y veía en el monarca un obstáculo para el restablecimiento de la misma. Por otra parte, Carlos VIII había sido adversario del padre de Jöns, y había logrado afianzarse en el poder de manera autoritaria. El intento del rey por hacer valer su autoridad dentro de los asuntos de la Iglesia levantó el descontento generalizado entre el clero.
Aunque Jöns Bengtsson había emitido públicamente fidelidad al rey, conspiró secretamente contra este, y en enero de 1457 comenzó una rebelión. Carlos fue sorprendido por los rebeldes en febrero de ese año y se vio obligado a refugiarse en Estocolmo, ciudad que sería posteriormente sitiada. Poco después, en la noche entre el 23 y 24 de febrero, el rey tuvo que escapar hacia Danzig.
Tras la partida de Carlos, el consejo invistió con la dignidad de regentes del reino a Erik Axelsson Tott y a Jöns Bengtsson, quienes tomaron posesión el 2 de julio de 1457. A partir de entonces, el arzobispo apareció con el título de Sveciae primas (el primero de Suecia), con el que enfatizaba su relevancia eclesiástica y política. Los regentes, proclives a la Unión de Kalmar, declinaron poco después en favor de Cristián I de Dinamarca, quien pudo entonces reunir bajo su gobierno a los tres reinos nórdicos.
Durante el gobierno de Cristián, Jöns ejerció como consejero del monarca. El gobierno sería bastante impopular en Suecia, y en 1463 estallaría una rebelión en Uppland contra la política fiscal de Cristián. Por cuenta propia, Jöns eximió de una parte de los impuestos a los campesinos. Al saber de la actuación del arzobispo, el rey lo encarceló y lo deportó a Dinamarca. El encarcelamiento hizo que la opinión pública cambiara súbitamente sobre Jöns: de reprocharle ser aliado de un monarca opresor, fue considerado casi un mártir.
El Obispo Kettil Karlsson, aliado de Jöns, lideró un levantamiento contra el rey en 1464, que trajo como consecuencia el regreso al trono de Carlos VIII. La nobleza sueca, ante este resultado, entró en negociaciones nuevamente con Cristián, y lograron el excarcelamiento de Jöns Bengtsson el 16 de agosto de ese año.
A su regreso a Suecia, Bengtsson retomó su papel a la cabeza del partido unionista, y logró expulsar nuevamente a Carlos el 30 de enero de 1465, tras lo cual asumió de nuevo como regente, junto con Kettil Karlsson. A la muerte de Kettil ese mismo año, Jöns se quedó como único gobernante, pero su gobierno despótico provocaría el descontento de la aristocracia, y en septiembre de 1466 fue removido del cargo por el consejo del reino y sustituido por Erik Axelsson Tott.
Entre el gobierno de Erik Axelsson y los partidarios de Jöns Bengtsson surgió entonces una serie de desencuentros y un abierto conflicto, en el que el arzobispo llevaría la peor parte. Carlos Knutsson ocupó el trono por tercera vez en 1467, y Jöns Bengtsson tuvo que exiliarse en Borgholm, en la isla de Öland, donde falleció a finales de ese año.
| Predecesor: Carlos VIII (rey) | Corregente de Suecia (con Erik Axelsson) 1457 | Sucesor: Cristián I (rey) |
| Predecesor: Kettil Karlsson   | Regente de Suecia 1465 - 1466                 | Sucesor: Erik Axelsson    |